# Le Gymnaste Magazine
Le Gymnaste Magazine est une revue française créée en 1873. Malgré son titre, il s'agit bien d'une revue et non d'un magazine puisque cette publication est spécialisée dans un domaine précis : la gymnastique. Tirée à 6 500 exemplaires, elle est mensuelle mais les mois de janvier-février et juillet-août sont couplés, soit 10 numéros par an seulement.
La revue propose notamment des reportages et interviews, ainsi que diverses informations sur l'actualité de la gymnastique, y compris les résultats des grandes compétitions nationales et internationales,. Il s'agit aussi du « Bulletin Officiel édité par la FFGym », qui communique donc à travers cette publication.